# La donna del mare (film 1922)
La donna del mare è un film muto italiano del 1922 diretto da Nino Valentini.

## Produzione
Il film fu prodotto dalla Milano Films.

## Distribuzione
Il film uscì nelle sale cinematografiche italiane nel 1922, distribuito dalla Milano Films.